# Panther (album)
Panther è l'undicesimo album in studio del gruppo musicale svedese Pain of Salvation, pubblicato il 28 agosto 2020 dalla Inside Out Music.

## Descrizione
Il disco rappresenta il seguito del concept album In the Passing Light of Day ed è il risultato di un processo di composizione durato due anni, durante i quali il frontman Daniel Gildenlöw ha utilizzato un differente approccio alla musica al fine di espandere le sonorità del gruppo senza perderne i tratti tipici. Riguardo ai testi, il filo conduttore del concept è rintracciabile nelle difficoltà dell'anormalità e delle conseguenze che portano l'essere umano a confinarsi in se stesso:
(Daniel Gildenlöw)
La pubblicazione rappresenta inoltre la prima a figurare il ritorno del chitarrista Johan Hallgren, ritornato nei Pain of Salvation dopo sei anni, al posto di Ragnar Zolberg, nonché l'ultima con il bassista Gustaf Hielm, che ha abbandonato in via amichevole la formazione a causa della sua impossibilità nel sostenere i ritmi richiesti dalla vita nel gruppo.

## Promozione
Panther è stato annunciato il 24 giugno 2020 attraverso un trailer diffuso sul canale YouTube della Inside Out Music. Il successivo 3 luglio l'album è stato reso disponibile per il pre-ordine in concomitanza con la presentazione del primo singolo Accelerator e del suo relativo video.
In anticipazione all'uscita del disco i Pain of Salvation hanno pubblicato ulteriori due singoli: Restless Boy (31 luglio) e l'omonimo Panther (14 agosto), entrambi accompagnati dai rispettivi videoclip.

## Tracce
Testi e musiche di Daniel Gildenlöw.
- Chapter I: A Restless Boy in a World Too Slow

1. Accelerator – 5:31
2. Unfuture – 6:46
3. Restless Boy – 3:34

- Chapter II: For Me to Become I

1. Wait – 7:04
2. Keen to a Fault – 6:01
3. Fur – 1:34

- Chapter III: How to Mourn the Living

1. Panther – 4:11
2. Species – 5:18
3. Icon – 13:30

CD bonus nell'edizione limitata
1. Panther (Demo) – 4:09
2. Keen to a Fault (Demo) – 5:31
3. Fifi Gruffi – 2:32
4. Unforever – 2:27

## Formazione
Hanno partecipato alle registrazioni, secondo le note di copertina:
Gruppo
- Daniel Gildenlöw – voce principale, chitarra elettrica ed acustica, basso, pianoforte, tastiera, violoncello, banjo, percussioni, rumorismo, programmazione, batteria (traccia 2)
- Johan Hallgren – chitarra, voce, assolo finale di chitarra (traccia 9)
- Léo Margarit – batteria (eccetto traccia 2), voce
- Daniel Karlsson – tastiera, chitarra, voce
- Gustaf Hielm – basso, voce

Altri musicisti
- Sandrian Gildenlöw – voce aggiuntiva (traccia 1)
- The Dalek – rumorismo aggiuntivo (traccia 1)

Produzione
- Daniel Gildenlöw – produzione, missaggio
- Daniel Bergstrand – produzione, missaggio
- Pontus Lindmark – produzione aggiuntiva
- Thor Legvold – mastering

## Classifiche
| Classifica (2020)          | Posizione massima |
| -------------------------- | ----------------- |
| Austria                    | 35                |
| Belgio (Fiandre)           | 42                |
| Francia                    | 125               |
| Germania                   | 19                |
| Regno Unito (rock & metal) | 12                |
| Svizzera                   | 18                |